# ۲۷ مهر
۲۷ مهر دویست و سیزدهمین روز از سال در گاه‌شماری خورشیدی است. به پایان سال ۱۵۲ روز (۱۵۳ روز در سال کبیسه) باقی‌است.

## رویدادها
- ۱۳۶۲ - آغاز عملیات والفجر ۴
- ۱۳۶۲ - تصویب اساسنامه صدا و سیمای جمهوری اسلامی ایران[۱]
- ۱۳۹۶ - حادثه مهر ۱۳۹۶ هواپیمایی زاگرس
- ۱۴۰۰ - آغاز لیگ برتر فوتبال ایران ۰۱–۱۴۰۰

## زادروزها
- ۱۳۲۱ - محمود بنفشه‌خواه، بازیگر
- ۱۳۲۷ - محمد خشنودی، استاد و عضو هیئت علمی دانشگاه سیستان و بلوچستان
- ۱۳۵۹ - محمد محبیان، خواننده

## درگذشتگان
- ۱۳۳۳ - مرتضی کیوان، ویراستار، شاعر و فعال سیاسی حزب توده ایران
- ۱۳۳۸ - ابراهیم حکیمی، از سیاستمداران قاجاریه و دودمان پهلوی
- ۱۳۵۳ - نورعلی الهی، عارف، فیلسوف، قاضی و موسیقی دان
- ۱۳۷۱ - حبیب‌الله بدیعی، موسیقی‌دان
- ۱۳۹۲ - محمود ذوالفنون، نوازنده
- ۱۳۹۹ - مهرداد سپهری، از شهروندان ایران
- ۱۴۰۱ - علی تهرانی، شوهر خواهر تنی سید علی خامنه‌ای